# 2236 Austrasia
2236 Austrasia este un asteroid din centura principală, descoperit pe 23 martie 1933 de Karl Reinmuth.